# Outlaw Branch
Der Outlaw Branch ist ein etwa 3 Kilometer langer Fluss im Montgomery County im US-Bundesstaat Tennessee. Er entspringt in einem Waldgebiet etwa einen halben Kilometer südwestlich von Dotsonville. Er mündet nach kurzer Distanz in den Bloomington Grove Creek der selbst kurz darauf in den Cumberland River einfließt.